# 평사포
평사포는 탄환(포탄)이 낮은 신탄도를 그리며 비상하여 목표를 공격하는 대포이다.

## 개요
곡사포로 대표되는 포탄이 포물선 궤도를 그려 비상하고 목표를 공격하는 화포와 달리 평사포는 탄환(포탄)이 낮은 신탄도를 그리며 비상하여 직접 목표를 공격하는 것이 특징이다. 일반적으로 평사포는 높은 초속으로 낮은 신탄도를 실현하기 위해 대량의 완연화약을 사용한다. 또한 사거리는 매우 크다. 대략적 이점은 높은 초속으로 착탄까지의 시간이 짧고, 움직이는 목표를 저격하기 쉽다는 것이며, 단점은 차폐물 뒷쪽의 목표물을 지향하지 않는다는 것이다.